# Halina Szydełko
Halina Maria Szydełko (ur. 10 czerwca 1962 w Rzeszowie) – polska prawniczka  i polityk, radca prawny, działaczka katolicka, prezes Akcji Katolickiej w Polsce, posłanka na Sejm VIII kadencji.

## Życiorys
Absolwentka prawa w rzeszowskiej filii Uniwersytetu Marii Curie-Skłodowskiej w Lublinie (1988). W 1994 uzyskała uprawnienia radcy prawnego, podejmując praktykę w tym zawodzie.
Działała w duszpasterstwie akademickim, od 1995 związana z Akcją Katolicką. Była sekretarzem tymczasowego zarządu diecezjalnego tej organizacji. W drugiej połowie lat 90. prowadziła audycję w katolickiej stacji Radio Via. W 1998 została prezesem zarządu Krajowego Instytutu Akcji Katolickiej. W 2001 zastąpił ją Jan Stefanek. Powróciła na tę funkcję w 2004; pełniła ją do 2016, kiedy to została zastąpiona przez Urszulę Furtak.
W wyborach parlamentarnych w 2015 wystartowała do Sejmu w okręgu rzeszowskim jako bezpartyjna kandydatka z listy Prawa i Sprawiedliwości. Uzyskała mandat posła VIII kadencji, otrzymując 10 483 głosy. W wyborach w 2019 nie uzyskała poselskiej reelekcji. W wyborach w 2023 ponownie została kandydatką PiS do Sejmu.